# NGC 1662
NGC 1662 è un ammasso aperto visibile nella costellazione di Orione.

## Osservazione

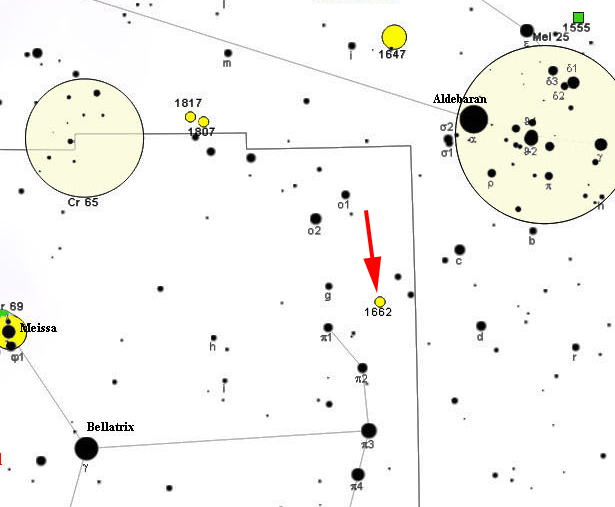
Mappa per individuare NGC 1662.

La sua posizione è semplice da individuare, trovandosi nella parte settentrionale dell'asterismo dello Scudo di Orione, poco a nordovest della stella π1 Orionis; è visibile con facilità anche con un binocolo 10x50, dove si presenta come un piccolo gruppetto di stelle di magnitudine 8 e 9. Con un telescopio da 80mm di apertura è perfettamente risolto in una dozzina di stelle fino alla magnitudine 11 ed è evidente che molte delle stelle più deboli si concentrano attorno alla stella più luminosa, una gigante arancione di magnitudine 8,33; ingrandimenti troppo spinti ottenibili con telescopi di grande diametro non consentono di apprezzarne la visione d'insieme e l'ammasso appare disperso.
La declinazione non lontana dall'equatore celeste di quest'ammasso favorisce leggermente gli osservatori dell'emisfero nord, sebbene si presenti circumpolare solo a partire da latitudini molto elevate; dall'emisfero australe la sua osservazione risulta penalizzata soltanto dalle regioni situate a elevate latitudini meridionali ed è osservabile da tutte le aree popolate della Terra. Il periodo migliore per la sua osservazione nel cielo serale è quello compreso fra ottobre e marzo.

## Storia delle osservazioni
NGC 1662 venne individuato per la prima volta da William Herschel nel 1784 attraverso un telescopio riflettore da 18,7 pollici; suo figlio John Herschel lo riosservò in seguito e lo inserì poi nel suo General Catalogue of Nebulae and Clusters col numero 905.

## Caratteristiche
NGC 1662 è un ammasso di età intermedia e non molto popolato, situato alla distanza di 437 parsec (1425 anni luce); la sua posizione ricade così all'interno del Braccio di Orione, nello stesso ambiente galattico in cui si trova la Regione di Lambda Orionis.
L'ammasso possiede un'età stimata attorno ai 420 milioni di anni, non molto diversa da quella delle Iadi e del Presepe; fra i membri accertati vi sono 15 stelle di classe spettrale B, 8 di classe A e tre di classe F, più alcune stelle meno massicce e più deboli. Fra le stelle bianche ve ne sono 6 di tipo Ap, ossia con forti linee di emissione dovute alla sovrabbondanza di alcuni metalli, oltre che in lenta rotazione su sé stesse. Sono inoltre presenti due stelle binarie fisiche.